# Desert Driven
Desert Driven é um filme dos Estados Unidos de 1923, do gênero faroeste, dirigido por Val Paul e estrelado por Harry Carey.

## Elenco
- Harry Carey - Bob
- Marguerite Clayton - Mary
- George Waggner - Craydon
- Charles Le Moyne - Leary (como Charles J. Le Moyne)
- Alfred Allen - Yorke
- Camille Johnson - Ge-Ge
- Dan Crimmins - Brown
- Catherine Kay - Wife
- Thomas G. Lingham - Xerife (como Tom Lingham)
- Jack Carlyle - Warden
- James Wang - Cook (como Jim Wang)
- Edward Cooper - Kendall